# Calw
Calw (AFI: [kalf]; in alemanno Calb) è una città tedesca situata nel Land del Baden-Württemberg nel sud della Germania, sede del Circondario di Calw, situata circa 18 km a sud di Pforzheim e 33 km a ovest di Stoccarda. È gemellata con Laces (in tedesco: Latsch) in Alto Adige, Italia, dal 1957.

## Storia
La prima testimonianza scritta della cittadina risale al 1037. Nell'XI secolo Calw venne affidata alla giurisdizione dei conti di Calw. Ben presto divenne un importante rotta commerciale soprattutto per il settore tessile e quello della lavorazione del cuoio. Nel 1345 Calw venne inserita nella giurisdizione della Contea di Württemberg e, a partire dal XVI secolo, divenne la residenza estiva dei Duchi di Württemberg. Nel 1634 la città venne presa dai bavaresi e nel 1692 dai francesi. A partire dal XVIII secolo si sviluppò l'economia del commercio del legname e del trasporto di fluviale di tronchi sulle rive del Nagold.

## Geografia
Calw si trova nella parte settentrionale della Foresta Nera nella vallata del fiume Nagold; il centro storico è situato a ovest del fiume e i quartieri più recenti sono sulle pendici delle colline della vallata.

## Frazioni
Calw è suddivisa in 13 frazioni: Altburg, Oberriedt, Speßhardt, Spindlershof, Weltenschwann, Calw, Alzenberg, Heumaden, Wimberg, Hirsau, Ernstmühl, Holzbronn e Stammheim.

## Installazioni militari
A Calw sono stazionate le unità speciali dell'Esercito tedesco, chiamate KSK, presso la base Graf Zeppelin

## Galleria d'immagini

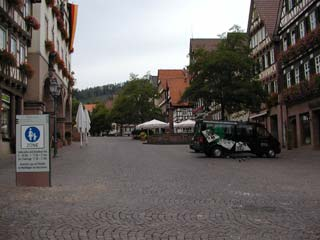
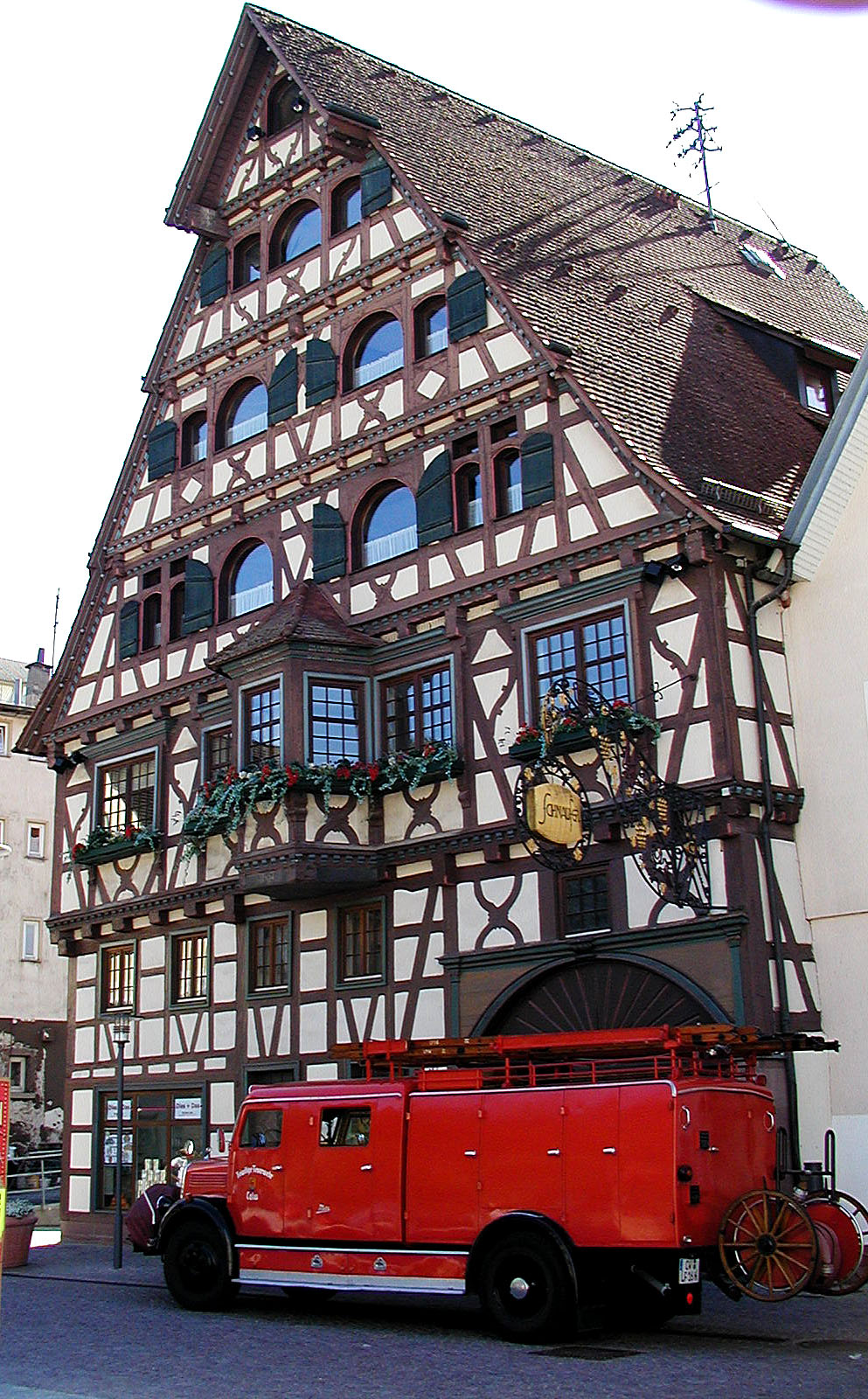
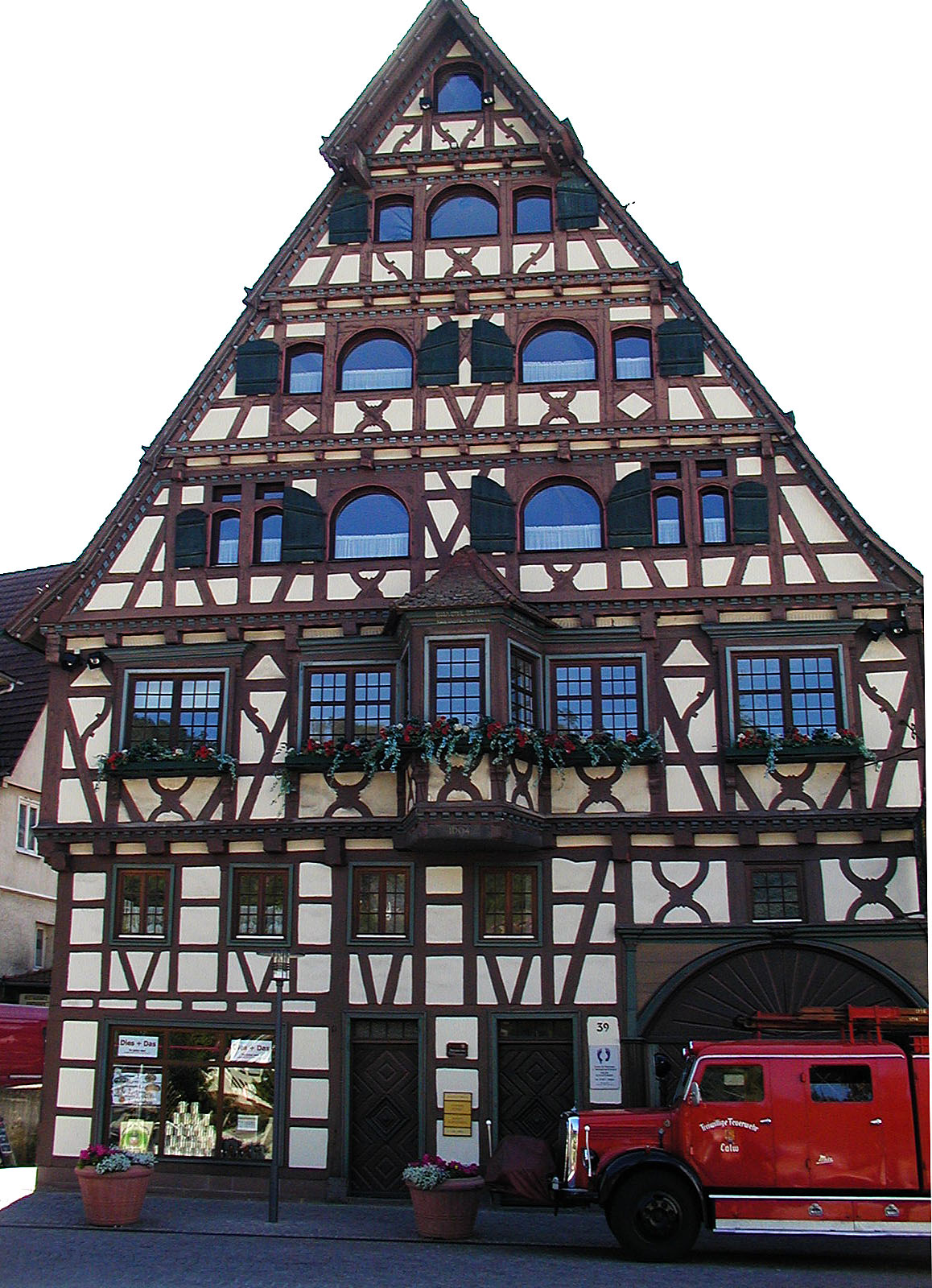
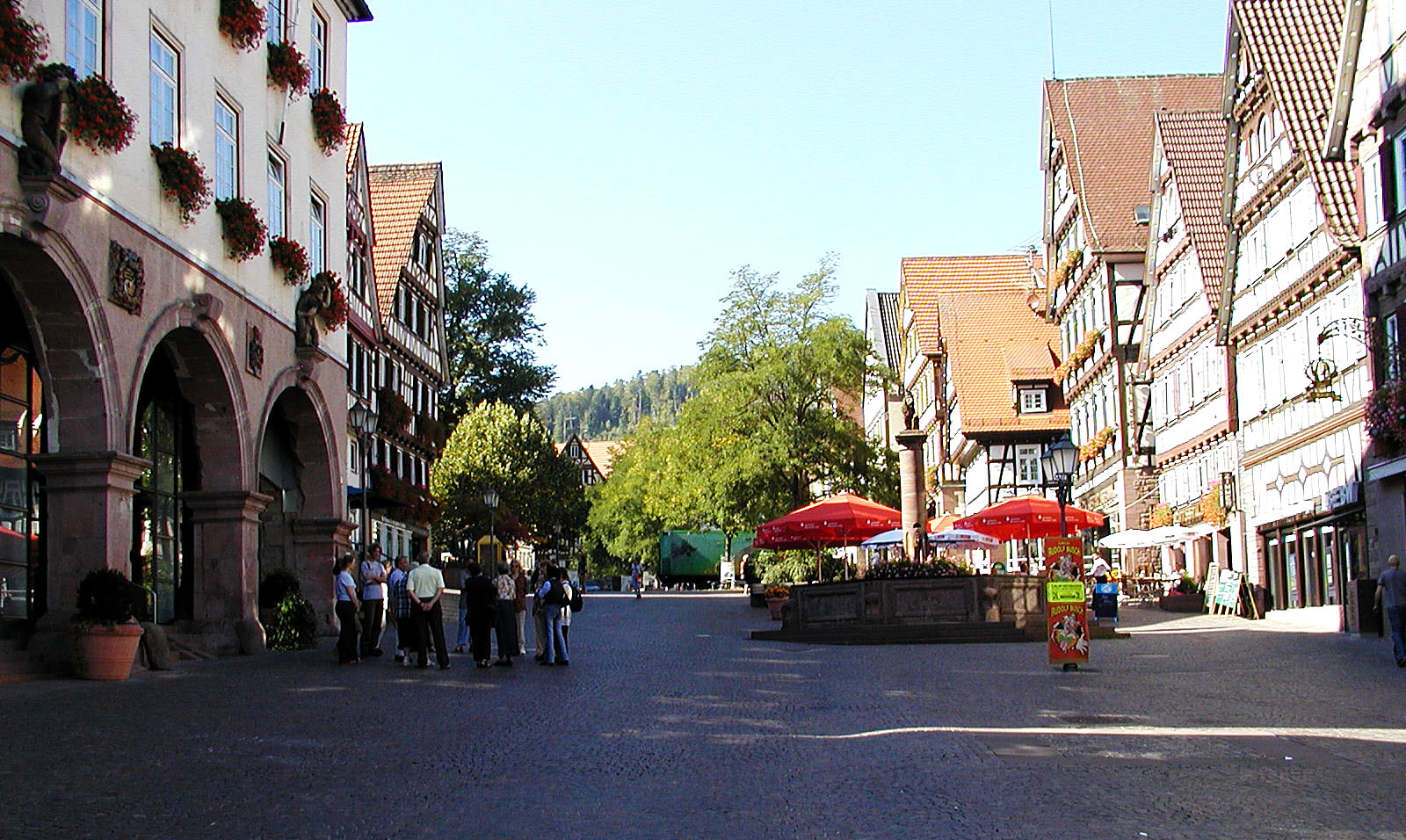
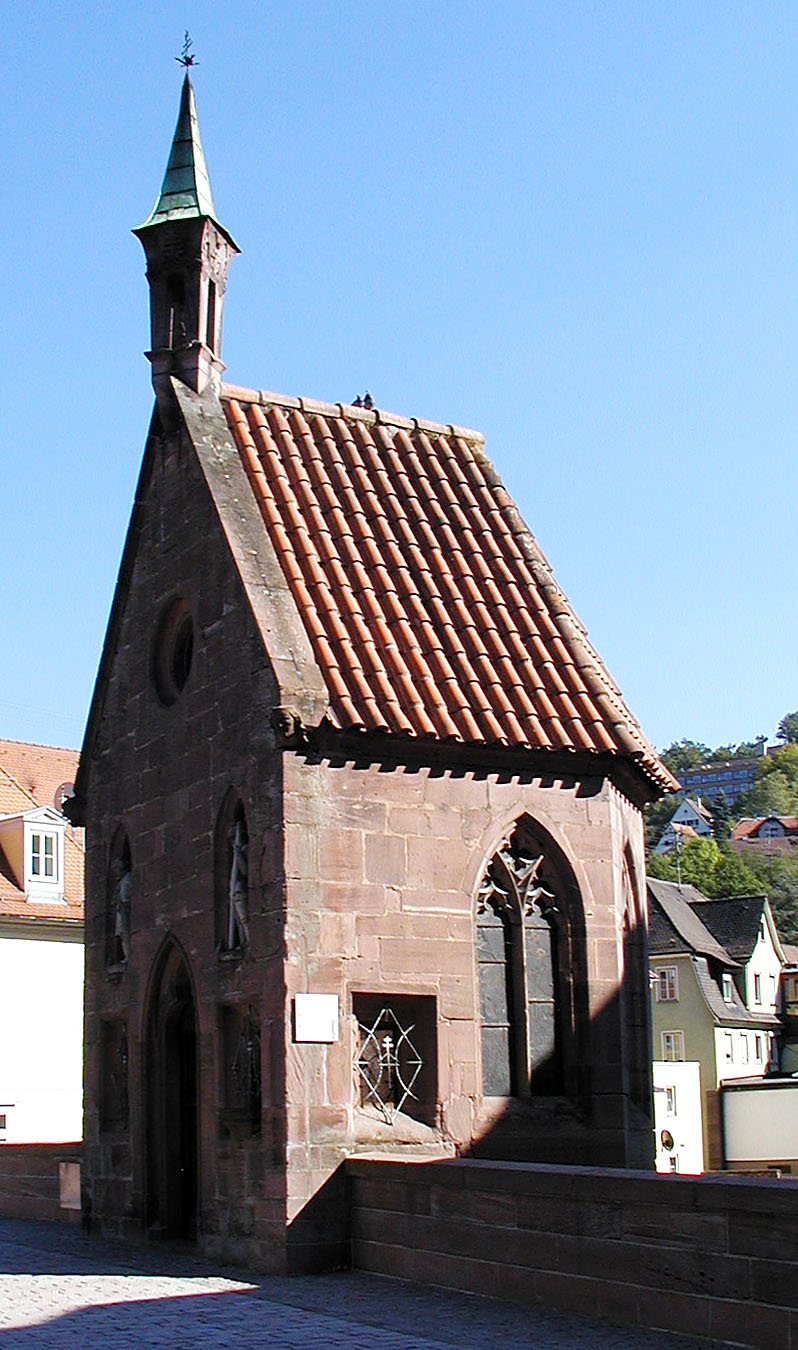
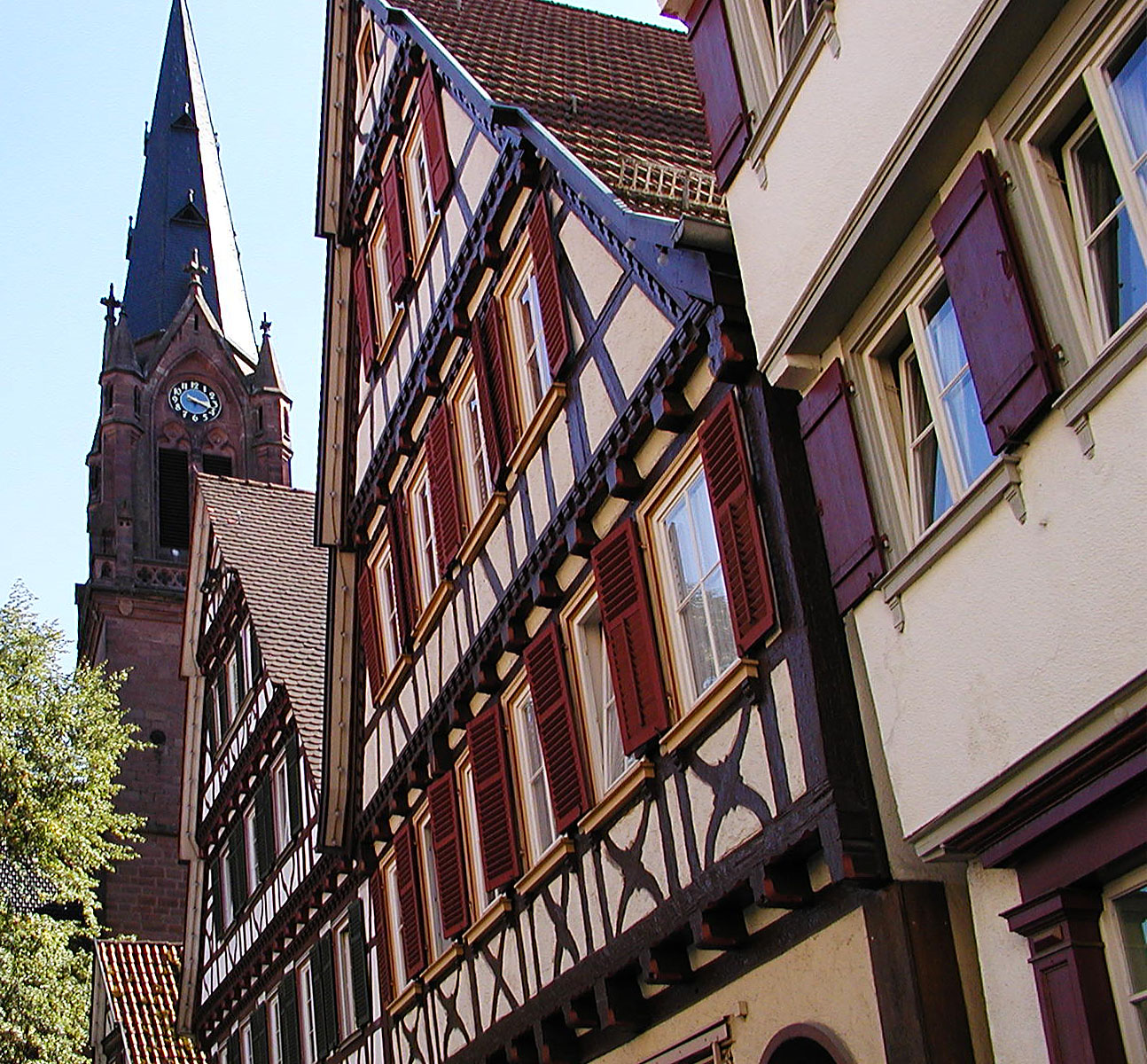
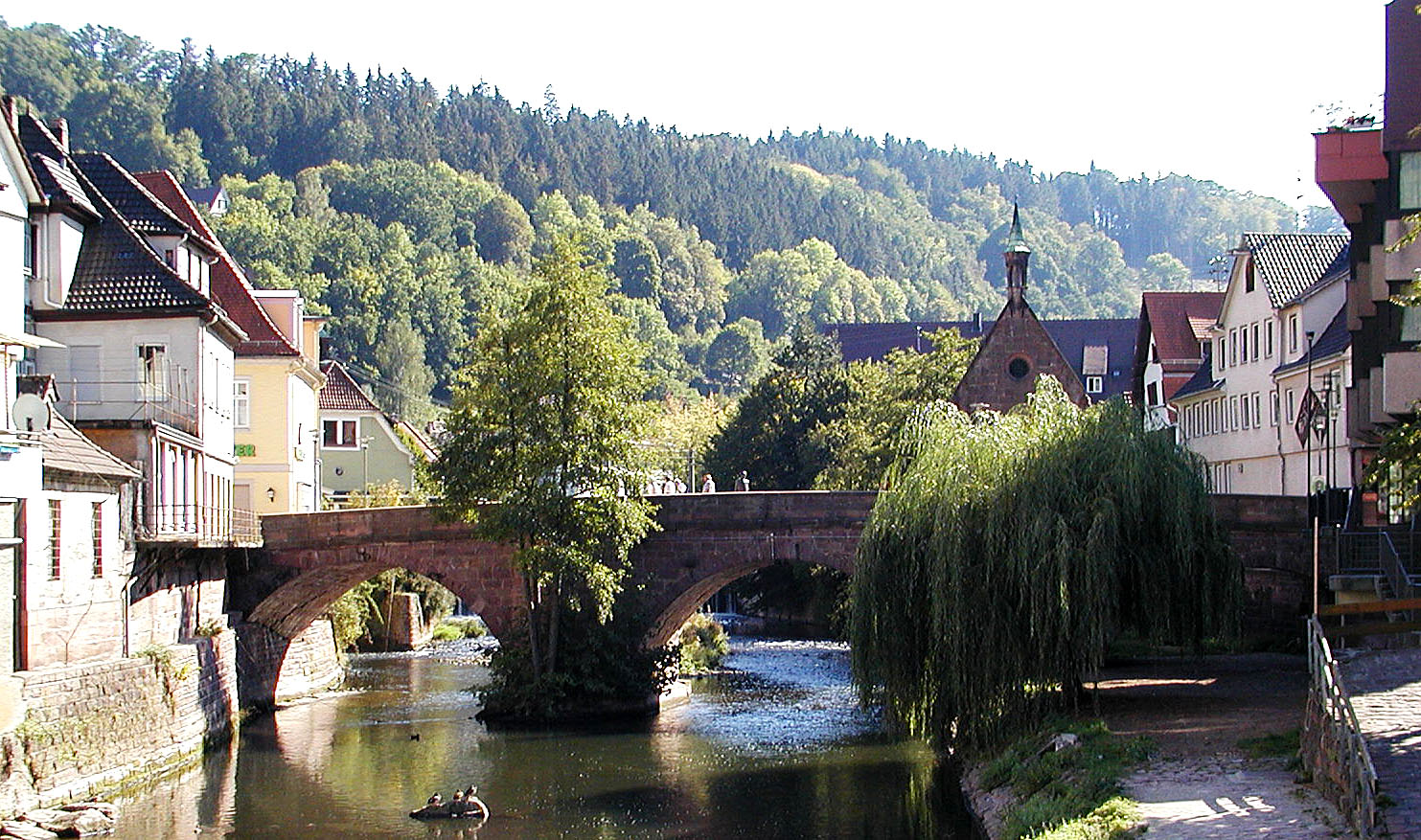